# Ā

ilustrace

Ā (minuskule ā) je písmeno latinky, které se používá v lotyštině, latgalštině, a také v latinském psaní arabské abecedy. Toto písmeno je přiřazeno zvuku [a:].
V mezinárodní transliteraci sanskrtského písma Ā znamená otevřenou zadní nezakulacenou samohlásku „आ“, kterou nelze zaměňovat s podobným znakem devanágari pro střední samohlásku, अ.
V jiných jazycích než sanskrt Ā bývá řazeno mezi ostatní písmena A a nepovažuje se za samostatné písmeno. Makron se zohledňuje pouze při řazení slov, která jsou jinak identická. Například v maorštině slovo tāu (tvůj) se řadí za tau (rok), ale před taumata (kopec).